# Uriel Galdino da Veiga Fontoura
Uriel Galdino da Veiga Fontoura, conosciuto semplicemente come Uriel o Uriel da Veiga (Niterói, 28 agosto 1940), è un ex calciatore brasiliano, di ruolo difensore.

## Carriera

### Club
Formatosi nel Botafogo, nel 1958 viene ingaggiato dal Canto do Rio, società in cui militerà sino al 1964. Nel 1965 si trasferisce in Venezuela per giocare nel Deportivo Canarias con cui ottiene il quarto posto nella Primera División.
Ritorna nel 1966 in Brasile per giocare nell'Olaria, a cui seguì l'anno seguente l'ingaggio al Santa Cruz.
Nel 1967 venne ingaggiato dagli statunitensi del Baltimore Bays, con cui dopo aver vinto la Eastern Division della NPSL, raggiunge la finale della competizione, poi persa contro gli Oakland Clippers. La stagione seguente, la prima della NASL è chiusa al quarto e penultimo posto della Atlantic Division, piazzamento inutile per la qualificazione alla fase finale del torneo.
Nel 1969 torna al Santa Cruz, con cui vince il Campionato Pernambucano.
Nella stagione 1970 passa all'Atlanta Chiefs, con cui ottiene il secondo posto della Southern Division.
Nella NASL 1971 raggiunge con il suo club le finali del torneo, perse contro i Dallas Tornado. Nelle finali del 1971, Uriel giocò per gli Chiefs tutte e tre le sfide contro i texani del Dallas Tornado, segnando una rete nella vittoriosa finale di andata del 12 settembre, terminata per 2-1.
Nelle due successive stagioni non raggiunge con la sua squadra la fase finale della NASL.

### Nazionale
Disputa cinque incontri nel Campeonato Sul-Americano de Acesso, segnando anche una rete.

### Cronologia presenze e reti in nazionale
| Cronologia completa delle presenze e delle reti in nazionale ― Brasile olimpica | Cronologia completa delle presenze e delle reti in nazionale ― Brasile olimpica | Cronologia completa delle presenze e delle reti in nazionale ― Brasile olimpica | Cronologia completa delle presenze e delle reti in nazionale ― Brasile olimpica | Cronologia completa delle presenze e delle reti in nazionale ― Brasile olimpica | Cronologia completa delle presenze e delle reti in nazionale ― Brasile olimpica | Cronologia completa delle presenze e delle reti in nazionale ― Brasile olimpica | Cronologia completa delle presenze e delle reti in nazionale ― Brasile olimpica |
| Data                                                                            | Città                                                                           | In casa                                                                         | Risultato                                                                       | Ospiti                                                                          | Competizione                                                                    | Reti                                                                            | Note                                                                            |
| ------------------------------------------------------------------------------- | ------------------------------------------------------------------------------- | ------------------------------------------------------------------------------- | ------------------------------------------------------------------------------- | ------------------------------------------------------------------------------- | ------------------------------------------------------------------------------- | ------------------------------------------------------------------------------- | ------------------------------------------------------------------------------- |
| 18-1-1964                                                                       | Buenos Aires                                                                    | Brasile olimpica                                                                | 1 – 0                                                                           | Perù olimpica                                                                   | Campeonato Sul-Americano de Acesso                                              | -                                                                               |                                                                                 |
| 22-1-1964                                                                       | Buenos Aires                                                                    | Brasile olimpica                                                                | 1 – 0                                                                           | Paraguay olimpica                                                               | Campeonato Sul-Americano de Acesso                                              | 1                                                                               |                                                                                 |
| 25-1-1964                                                                       | Buenos Aires                                                                    | Brasile olimpica                                                                | 4 – 1                                                                           | Uruguay olimpica                                                                | Campeonato Sul-Americano de Acesso                                              | -                                                                               |                                                                                 |
| 29-1-1964                                                                       | Buenos Aires                                                                    | Argentina olimpica                                                              | 1 – 1                                                                           | Brasile olimpica                                                                | Campeonato Sul-Americano de Acesso                                              | -                                                                               | Uscita                                                                          |
| 2-2-1964                                                                        | Buenos Aires                                                                    | Argentina olimpica                                                              | 1 – 1                                                                           | Brasile olimpica                                                                | Campeonato Sul-Americano de Acesso                                              | -                                                                               |                                                                                 |
| Totale                                                                          |                                                                                 | Presenze                                                                        | 5                                                                               |                                                                                 | Reti                                                                            | 1                                                                               |                                                                                 |

## Palmarès
- Campionato Pernambucano: 1

Santa Cruz: 1969